# Diego de Benavides y de la Cueva
Diego de Benavides y de la Cueva (Santisteban del Puerto, Espanha, 1607 - Lima, Peru, 19 de março de 1666) foi um oficial do exército espanhol, diplomata, escritor e administrador colonial. De 31 de dezembro de 1661 até 16 de março de 1666 foi vice-rei de Navarra e do Peru.

## Biografia
Benavides recebeu uma educação humanista no Colegio Imperial de Madrid, dirigido por jesuítas.
Ele era um cavaleiro da Ordem de Santiago e um senhor da câmara do rei. Lutou em Aragão e Portugal. Após a guerra de 1643 com Portugal, foi nomeado capitão-general das fronteiras. Mais tarde tornou-se governador da Galiza. Em 1653 foi nomeado vice-rei e capitão-general de Navarra. Por causa de sua assistência diplomática prestada durante a negociação do Tratado dos Pirenéus (1659) e o subsequente casamento da princesa Maria Teresa de Espanha e Luís XIV de França, o rei Filipe IV deu-lhe o título de marquês de Solera.
Entre seus escritos estão Epigramas latinos del humanista giennense D. Diego de Benavides y de la Cueva (epigrammi latini) e Horae succisiuae siue Elucubrationes. O último trabalho foi uma antologia poética compilada por seus filhos, Francisco e Manuel de Benavides e publicado em 1660 (segunda edição, 1664).
Em 1661 ele se tornou vice-rei do Peru. Durante a sua gestão empenhou-se em melhorar as condições de vida dos povos indígenas, particularmente a sua educação e condições de trabalho. Para alcançar este objetivo, emitiu Ordenanza de Obrajes (Ordem dos Trabalhadores) em 1664.
Enfrentou problemas causados por terremotos e epidemias, e teve de suprimir os combates entre mineiros espanhóis. O hospital de San Bartolomé foi construído durante seu reinado. Construiu o primeiro teatro em Lima. Diego de Benavides morreu naquela cidade em 1666.